# Carlos Huertas

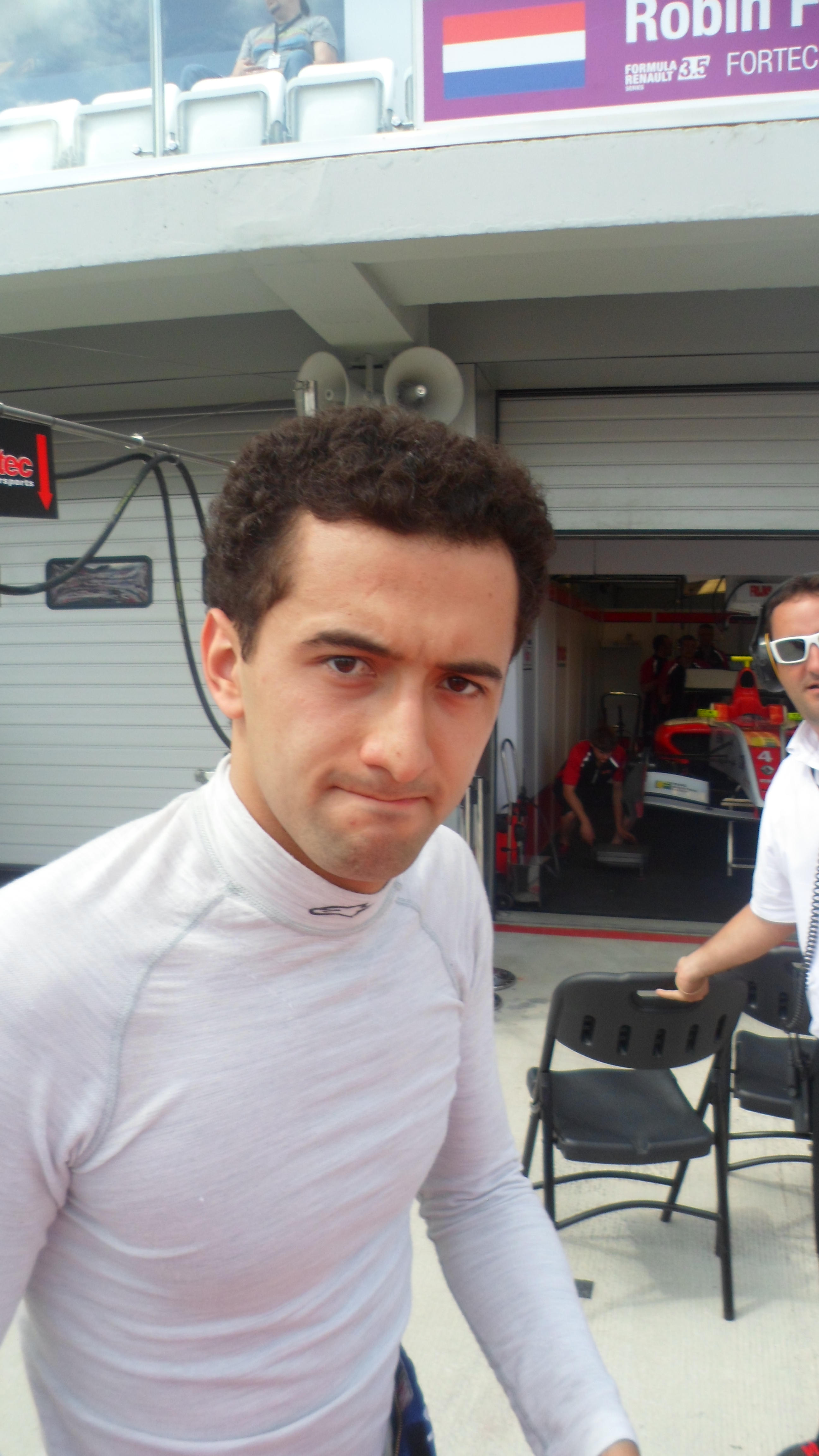
Carlos Huertas in 2012.

Carlos Huertas (Bogota, 22 juni 1991) is een Colombiaans autocoureur.

## Carrière
In 2007 en 2008 reed Huertas in verschillende Formule BMW-kampioenschappen, maar wist hier geen races te winnen.
In 2009 stapte Huertas over naar het Britse Formule 3-kampioenschap, waar hij ging rijden voor het team Räikkönen Robertson Racing. Met enkele vierde plaatsen als beste resultaat eindigde hij als achtste in het kampioenschap met 95 punten. Ook Daisuke Nakajima had 95 punten, maar zijn beste resultaat was een tweede plaats, waardoor hij als zevende eindigde en Huertas als achtste.
In 2010 keerde Huertas terug in de Britse Formule 3, waar hij voor Räikkönen Robertson Racing bleef rijden. Hij scoorde enkele podiumplaatsen, maar wist zijn positie in het kampioenschap niet te verbeteren met een tiende plaats en 104 punten.
In 2011 stapt Huertas over naar Carlin in de Britse Formule 3. In de laatste race van het seizoen op Silverstone behaalde hij zijn eerste overwinning in het kampioenschap, waardoor hij als derde eindigde met 222 punten, achter zijn teamgenoten Felipe Nasr en Kevin Magnussen.
In 2012 stapt Huertas over naar de Formule Renault 3.5 Series, waar hij gaat rijden voor Fortec Motorsport als teamgenoot van Robin Frijns. Terwijl Frijns kampioen wordt, eindigt Huertas slechts als zestiende in het kampioenschap met 35 punten en als beste resultaat een vierde plaats in de eerste race van het kampioenschap op het Motorland Aragón.
In 2013 blijft Huertas in de Formule Renault 3.5 rijden, maar keert hij terug naar zijn oude team Carlin. Hij wordt de teamgenoot van Jazeman Jaafar.